# Sezer Sezin
Sezer Sezin, pseudonyme de Mesrure Sezer (née le 25 octobre 1929 à Eyüp et morte le 20 juillet 2017 à Istanbul) est une actrice turque des années 1940 à 1960. Elle est principalement connue pour son rôle dans Şoför Nebahat (1959) où elle joue le rôle d'une chauffeuse de taxi.

## Biographie
Mesrure Sezer naît dans le quartier d'Eyüp à Constantinople,,. Après le divorce de sa mère, elles s'installent dans le quartier d'Eminönü où Mesrure est inscrite à des cours de théâtre à la Halkevi. À l'âge de onze ans elle interprète Œdipe roi. Elle réalise ses premiers contacts avec le monde du cinéma dans le proche quartier de Beyoğlu. Elle prend des cours de ballet à la Halkevi et se produit à la Atila Revüsü où elle est remarquée par le scénariste et réalisateur Vedat Örfi Bengü. Mesrure Sezer tient à 15 ans un rôle de figurante dans Hürriyet Apartmanı (1944). Elle tient pour la première fois un rôle principal, avec Memduh Ün, dans Damga (1948).
Elle se marie en 1952 avec le scénariste Kenan Artun, dont elle divorce en 1963. Deux ans plus tard elle épouse l'acteur de théâtre Üner İlsever.
À partir de 1967 elle ne tourne plus dans des films et se consacre uniquement au théâtre ; la seule exception est son apparition comme actrice invitée dans Hicran Sokağı quarante ans plus tard. Elle fonde avec Üner İlsever le Kadıköy İl Tiyatrosu (théâtre provincial de Kadıköy) où elle exerce comme actrice, costumière et décoratrice. Ce théâtre est renommé Sezer Sezin Tiyatrosu (Théâtre Sezer Sezin).

## Filmographie
- 1944 : Hürriyet Apartmanı
- 1945 : Yayla Kartalı
- 1945 : Köroğlu
- 1948 : Damga
- 1949 : Vurun Kahpeye
- 1950 : Allah Kerim
- 1950 : Lüküs Hayat
- 1952 : Arzu ile Kamber
- 1952 : Tahir ile Zühre
- 1954 : Kaçak
- 1955 : Dağları Bekliyen Kız
- 1956 : Kalbimin Şarkısı
- 1956 : Ölmüş Bir Kadının Evrakı Metrukesi
- 1958 : Altın Kafes
- 1958 : Meçhul Kahramanlar
- 1958 : Meyhanecinin Kızı
- 1959 : Ana Kucağı
- 1959 : Kıbrıs'ın Belası Kızıl EOKA
- 1959 : Vatan Uğruna
- 1960 : Dişi Kurt
- 1960 : Şoför Nebahat
- 1961 : Rüzgâr Zehra
- 1962 : Üç Tekerlekli Bisiklet
- 1963 : L'Immortelle, la femme turque
- 1964 : Cehennem Arkadaşları
- 1964 : Şahane Züğürtler
- 1964 : Şoför Nebahat ve Kızı
- 1965 : Kanlı Meydan
- 1965 : Şoför Nebahat Bizde Kabahat
- 1966 : Asker Anası
- 1966 : Sırat Köprüsü
- 1967 : Turist Zehra
- 2007 : Hicran Sokağı (actrice invitée)

## Récompenses
- 1955 : Prix de la meilleure actrice dans Kaçak de la Revue des amis du film turc[1] ;
- 1965 : Prix de la meilleure actrice dans Üç Tekerlekli Bisiklet du Festival du film d'Izmir[1] ;
- 1984 : Prix d'honneur du festival international du film d'Antalya[1] ;
- 1993 : Prix du jury du festival international du film d'Istanbul[1] ;
- 2008 : Prix d'honneur du cinéma du festival international du film Route de la soie de Bursa[1].